# Maaouya Ould Sid'Ahmed Taya
Maaouya Ould Sid'Ahmed Taya (em árabe: معاوية ولد سيد أحمد الطايع, Ma‘āwiyah wuld Sīdi Aḥmad aṭ-Ṭāya‘, também transliterado como Mu'awiya walad Sayyidi Ahmad Taya; nascido em 28 de novembro de 1943) é um político e militar mauritano, foi Presidente da Mauritânia de 1984 até 2005. Foi deposto por um golpe militar em 2005. Antes de sua presidência, ocupou o cargo de 5º primeiro-ministro da Mauritânia.